# Kaxholmen
Kaxholmen ist ein Ort (Tätort) in der schwedischen Provinz Jönköpings län und der historischen Provinz Småland. Der Ort in der Gemeinde Jönköping liegt unweit der Südostküste des Vättern und nahe der Europastraße 4. Die Stadt Jönköping liegt wenige Kilometer südwestlich des Ortes.